# Gordon Marsden

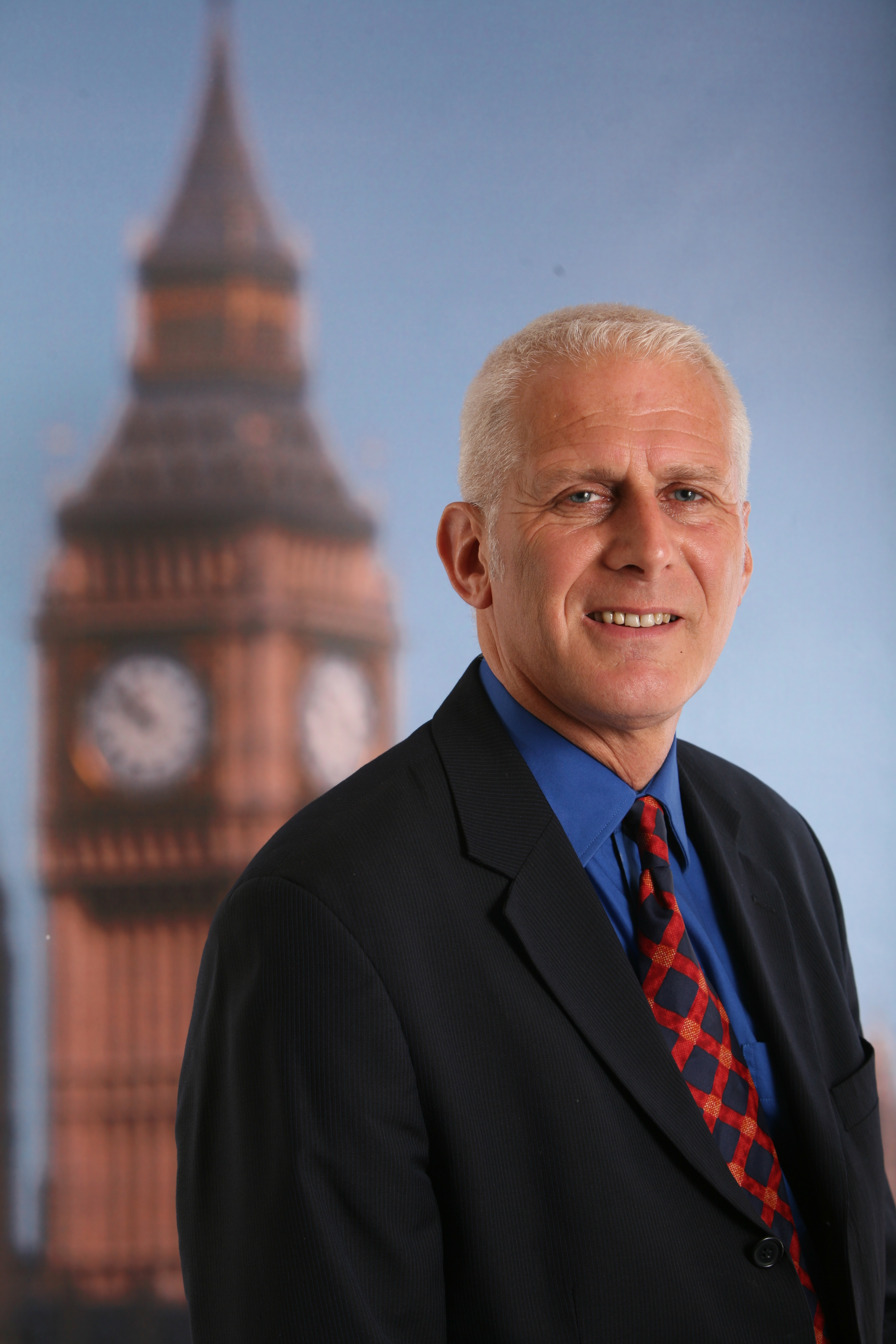
Gordon Marsden

Gordon Marsden (* 28. November 1953 in Manchester) ist ein britischer Politiker der Labour Party. Marsden war von 1997 bis 2019 Abgeordneter für den Wahlbezirk Blackpool South im britischen Unterhaus.

## Leben
Marsden wurde 1953 in Manchester geboren. Nach seiner Schulzeit an der Stockport Grammar School studierte Marsden Moderne Geschichte am New College in Oxford. Danach studierte er am Warburg Institute, Teil der University of London, und an der Harvard University Politik und Internationale Beziehungen. Nach seinem Studium war er als Tutor an der Open University seit 1994 tätig. Des Weiteren war er beruflich als Autor für die Magazine History Today und New Socialist tätig.
Nachdem er 1992 im ersten Anlauf gescheitert war, gewann Marsden 1997 bei den Unterhauswahlen den Abgeordnetensitz für den Wahlbezirk Blackpool South. Marsden wurde bei den nächsten Unterhauswahlen wiedergewählt, erst 2019 unterlag er dem Tory Scott Benton. Marsden ist Mitglied der Fabian Society, dessen Vorsitzender er 2000 und 2001 war.
Marsden lebt offen homosexuell mit seinem Lebenspartner in Brighton zusammen.